# Lijst van voetbalinterlands Luxemburg - Noord-Macedonië
Deze lijst van voetbalinterlands is een overzicht van alle officiële voetbalwedstrijden tussen de nationale teams van Luxemburg en Noord-Macedonië (het land speelde tussen 1993 en 2019 onder de naam Macedonië). De landen speelden tot op heden vier keer tegen elkaar. De eerste wedstrijd betrof een vriendschappelijke wedstrijd, gespeeld op 20 augustus 2008 in Luxemburg. Het laatste duel, een kwalificatiewedstrijd voor het Europees kampioenschap voetbal 2016, vond plaats in Luxemburg op 5 september 2015.

## Wedstrijden
| № | Plaats    | Datum            | Competitie           | Wedstrijd             | Uitslag |
| - | --------- | ---------------- | -------------------- | --------------------- | ------- |
| 1 | Luxemburg | 20 augustus 2008 | Vriendschappelijk    | Luxemburg – Macedonië | 1 – 4   |
| 2 | Luxemburg | 29 februari 2012 | Vriendschappelijk    | Luxemburg – Macedonië | 2 – 1   |
| 3 | Skopje    | 9 oktober 2014   | EK 2016 kwalificatie | Macedonië − Luxemburg | 3 − 2   |
| 4 | Luxemburg | 5 september 2015 | EK 2016 kwalificatie | Luxemburg − Macedonië | 1 − 0   |

## Samenvatting
| Competitie        | Totaal gespeeld | Winst Luxemburg | Gelijk | Winst Noord-Macedonië | Doelsaldo Luxemburg – Noord-Macedonië |
| ----------------- | --------------- | --------------- | ------ | --------------------- | ------------------------------------- |
| EK-kwalificatie   | 2               | 1               | 0      | 1                     | 3 − 3                                 |
| Vriendschappelijk | 2               | 1               | 0      | 1                     | 3 − 5                                 |
| Totaal            | 4               | 2               | 0      | 2                     | 6 − 8                                 |

## Details

### Eerste ontmoeting
| Vriendschappelijk (Luxemburg, Luxemburg, 20 augustus 2008): |       |                                                                           |
| Luxemburg                                                   | 1 – 4 | Macedonië                                                                 |
| Joël Kitenge 73'                                            | goals | 6' Goran Pandev 33' Vlatko Grozdanoski 45' Goran Pandev 49' Ilčo Naumoski |

### Tweede ontmoeting
| Vriendschappelijk (Luxemburg, Luxemburg, 29 februari 2012): |       |                   |
| Luxemburg                                                   | 2 – 1 | Macedonië         |
| Maurice Deville 56' Maurice Deville 90'                     | goals | 25' Ferhan Hasani |

### Derde ontmoeting
| EK 2016 kwalificatie (scheidsrechter Paolo Mazzoleni, Skopje, 9 oktober 2014):                                                                                                  |              | |
| Macedonië | 3 – 2        | Luxemburg |
| Aleksandar Trajkovski 20' Aleksandar Trajkovski 66' (pen.) Besart Abdurahimi 90+2'                                                                                              | goals        | 39' Stefano Bensi 44' David Turpel |
| Boško Đurovski | bondscoach   | Luc Holtz |
| Tome Pačovski Vanče Šikov Muhamed Demiri Ardian Cuculi 46' Daniel Mojsov Stefan Ristovski Arijan Ademi Muarem Muarem 60' Agim Ibraimi 46' Jovan Kostovski Aleksandar Trajkovski | opstellingen | Jonathan Joubert Mario Mutsch Maxime Chanot Chris Philipps Lars Krogh Gerson Mathias Jänisch 75' Stefano Bensi Laurent Jans Christopher Martins Pereira 63' Daniel Alves da Mota 70' David Turpel |
| Ezgjan Alioski 46' Besart Abdurahimi 46' Adis Jahović 60' | wissels      | 63' Dwayn Holter 70' Maurice Deville 75' Tom Laterza |
| Daniel Mojsov 23' Stefan Ristovski 26' Vanče Šikov 75' | gele kaarten | 52' David Turpel 62' Mario Mutsch 70' Mathias Jänisch 90' Tom Laterza 90+1' Chris Philipps |
| - Debuut van Arijan Ademi (Dinamo Zagreb) voor Macedonië. |              | |

### Vierde ontmoeting
| EK 2016 kwalificatie (scheidsrechter Simon Lee Evans, Luxemburg-Stad, 5 september 2015): |              | |
| Luxemburg | 1 – 0        | Macedonië |
| Sébastien Thill 90+2' | goals        | |
| Luc Holtz | bondscoach   | Ljubinko Drulović |
| Jonathan Joubert Maxime Chanot Chris Philipps Laurent Jans Ricardo Delgado Lars Krogh Gerson Ben Payal Christopher Martins Pereira 72' Daniel Alves da Mota Aurélien Joachim Maurice Deville 64'           | opstellingen | Tome Pačovski Vanče Šikov 37' Daniel Mojsov Stefan Ristovski Leonard Žuta Nikola Gligorov Milovan Petrović 80' Agim Ibraimi Besart Abdurahimi Mirko Ivanovsi 74' Aleksandar Trajkovski |
| Stefano Bensi 64' Sébastien Thill 72' | wissels      | 37' Kire Ristevski 74' Blaže Ilijoski 80' Stefan Aškovski |
| Christopher Martins Pereira 43' | gele kaarten | 31' Leonard Žuta 40' Stefan Ristovski 90+2' Kire Ristevski |
| - Debuut van Ricardo Delgado (AS La Jeunesse d'Esch) en Sébastien Thill (Progrès Niederkorn) voor Luxemburg. - Debuut van Milovan Petrović (FK Rabotnički) en Stefan Aškovski (Novi Pazar) voor Macedonië. |              | |

FLF · A-internationals · Bondscoaches · Statistieken · Luxemburgs vrouwenelftal · Luxemburg U21 · Luxemburg U19 · Luxemburg U18 · Luxemburg U17 · Luxemburg U16
1911 – 1919 ·
1920 – 1929 ·
1930 – 1939 ·
1940 – 1949 ·
1950 – 1959 ·
1960 – 1969 ·
1970 – 1979 ·
1980 – 1989 ·
1990 – 1999 ·
2000 – 2009 ·
2010 – 2019 ·
2020 − 2029
OS 1920 · 
OS 1924 · 
OS 1928 · 
OS 1936 · 
OS 1948 · 
OS 1952
1911 · 
1912 · 
1913 · 
1914 · 
1915 · 1916 · 1917 · 1918 · 1919 · 
1920 · 
1921 · 1922 · 1923 · 
1924 · 
1925 · 1926 · 
1927 · 
1928 · 
1929 · 1930 · 1931 · 1932 · 1933 · 
1934 · 
1935 · 
1936 · 
1937 · 
1938 · 
1939 · 
1940 · 
1941 · 1942 · 1943 · 1944 · 
1945 · 
1946 · 
1947 · 
1948 · 
1949 · 
1950 · 
1952 · 
1952 · 
1953 · 
1954 · 
1955 · 
1956 · 
1957 · 
1958 · 
1959 · 
1960 · 
1961 · 
1962 · 
1963 · 
1964 · 
1965 · 
1966 · 
1967 · 
1968 · 
1969 · 
1970 · 
1971 · 
1972 · 
1973 · 
1974 · 
1975 · 
1976 · 
1977 · 
1978 · 
1979 · 
1980 · 
1981 · 
1982 · 
1983 · 
1984 · 
1985 · 
1986 · 
1987 · 
1988 · 
1989 · 
1990 · 
1991 · 
1992 · 
1993 · 
1994 · 
1995 · 
1996 · 
1997 · 
1998 · 
1999 · 
2000 · 
2001 · 
2002 · 
2003 · 
2004 · 
2005 · 
2006 · 
2007 · 
2008 · 
2009 · 
2010 · 
2011 · 
2012 · 
2013 · 
2014 · 
2015 ·
2016 ·
2017 ·
2018 ·
2019 ·
2020 ·
2021
Afghanistan ·
Albanië ·
Algerije ·
Armenië ·
Azerbeidzjan ·
België ·
Bosnië en Herzegovina ·
Brazilië ·
Bulgarije ·
Canada ·
Cyprus ·
DDR ·
Denemarken ·
(West-)Duitsland ·
Egypte ·
Engeland ·
Estland ·
Faeröer ·
Finland ·
Frankrijk ·
Gambia ·
Georgië ·
Griekenland ·
Hongarije ·
Ierland ·
IJsland ·
Israël ·
Italië ·
Japan ·
Joegoslavië ·
Kaapverdië ·
Kameroen ·
Kazachstan ·
Letland ·
Liechtenstein ·
Litouwen ·
Madagaskar ·
Malta ·
Marokko ·
Mexico ·
Moldavië ·
Montenegro ·
Myanmar ·
Nederland ·
Nigeria ·
Noord-Ierland ·
Noord-Macedonië ·
Noorwegen ·
Oekraïne ·
Oostenrijk ·
Polen ·
Portugal ·
Qatar ·
Roemenië ·
Rusland ·
San Marino ·
Saoedi-Arabië ·
Schotland ·
Senegal ·
Servië ·
Servië en Montenegro ·
Slovenië ·
Slowakije ·
Sovjet-Unie ·
Spanje ·
Thailand ·
Togo ·
Tsjechië ·
Tsjecho-Slowakije ·
Turkije ·
Uruguay ·
Verenigde Staten ·
Wales ·
Wit-Rusland ·
Zuid-Korea ·
Zweden ·
Zwitserland
FFM · A-internationals · Bondscoaches · Statistieken · Macedonisch vrouwenelftal · Olympisch elftal · Noord-Macedonië U21 · Noord-Macedonië U20 · Noord-Macedonië U19 · Noord-Macedonië U18 · Noord-Macedonië U17 · Noord-Macedonië U16
1993 – 1999 ·
2000 – 2009 ·
2010 – 2019 ·
2020 − 2029
EK 2020
1993 · 
1994 · 
1995 · 
1996 · 
1997 · 
1998 · 
1999 · 
2000 · 
2001 · 
2002 · 
2003 · 
2004 · 
2005 · 
2006 · 
2007 · 
2008 · 
2009 · 
2010 · 
2011 · 
2012 · 
2013 · 
2014 · 
2015 · 
2016 ·
2017 ·
2018 ·
2019 ·
2020 ·
2021 ·
2022 ·
2023
Albanië ·
Andorra ·
Angola ·
Armenië ·
Australië ·
Azerbeidzjan ·
Bahrein ·
België ·
Bosnië en Herzegovina ·
Bulgarije ·
Canada ·
China ·
Cyprus ·
Denemarken ·
Duitsland ·
Ecuador ·
Egypte ·
Engeland ·
Estland ·
Faeröer ·
Finland ·
Georgië ·
Gibraltar ·
Hongarije ·
Ierland ·
IJsland ·
Iran ·
Israël ·
Italië ·
Jamaica ·
Joegoslavië ·
Kameroen ·
Kazachstan ·
Kosovo ·
Kroatië ·
Letland ·
Libanon ·
Liechtenstein ·
Litouwen ·
Luxemburg ·
Malta ·
Moldavië ·
Montenegro ·
Nederland ·
Nigeria ·
Noorwegen ·
Oekraïne ·
Oman ·
Oostenrijk ·
Paraguay ·
Polen ·
Portugal ·
Qatar ·
Roemenië ·
Rusland ·
Saoedi-Arabië ·
Schotland ·
Servië ·
Slovenië ·
Slowakije ·
Spanje ·
Tsjechië ·
Turkije ·
Verenigde Staten ·
Wales ·
Wit-Rusland · 
Zuid-Korea ·
Zweden
Nederland (2021) · 
Oekraïne (2021) · 
Oostenrijk (2021)